# The Earl of Pawtucket
The Earl of Pawtucket è un film muto del 1915 diretto da Harry C. Myers e basato sull'omonimo lavoro teatrale di Augustus Thomas, andato in scena a Broadway il 23 marzo 1903 con, nei panni del protagonista Lord Cardington, l'attore Lawrence D'Orsay, che riprese lo stesso ruolo anche nel film.

## Trama
Harriet Putnam, elegante signora di New York, divorzia dal marito, il londinese Montgomery Putnam e poi parte, insieme al padre Fordyce alla volta dell'Europa. A Londra, mentre si trova nel suo appartamento, le tende vanno a fuoco e le sue grida provocano l'intervento di lord Cardington, suo vicino, che si prodiga a spegnere l'incendio usando grossi bicchieri di acqua. Il lord, conte di Pawrucket, si innamora follemente di Harriet e la segue quando lei ritorna a casa, in America. Dietro consiglio di Putnam, il conte si fa passare per lui, sfoggiando, nel parlare, un linguaggio gergale. L'avvocato di Fordyce, però, minaccia di mandarlo in galera se non pagherà gli alimenti a Harriet. Da Cleveland, sono intanto arrivati i parenti di Putnam: la sorella Jane con la nipote Ella e i loro rispettivi fidanzati, Silas Hooper e Arthur Weatherbee. Quando Jane vede "Montgomery Putnam", dichiara che quello non è suo fratello, creando una situazione di sconcerto che si fa sempre più confusa finché, alla fine, Harriet - dopo aver chiarito tutto - acconsente al matrimonio con il conte.

## Produzione
Il film fu prodotto come Broadway Universal Feature dalla Universal Film Manufacturing Company.

## Distribuzione
Il copyright del film, richiesto dalla Universal Film Mfg. Co., fu registrato il 14 luglio 1915 con il numero LP5828.
Distribuito dalla Universal Film Manufacturing Company, il film uscì nelle sale statunitensi il 26 luglio 1915.
Non si conoscono copie ancora esistenti della pellicola che viene considerata presumibilmente perduta.